# Ronal der Barbar
Ronal der Barbar ist ein Ende 2011 erschienener dänischer 3D-Computeranimationsfilm. In Anspielung an Conan der Barbar und weitere Barbarenfilme ist der Film eine Mischung aus Fantasy und Komödie und enthält als Hommage an das Genre u. a. einen Auftritt von Red-Sonja-Darstellerin Brigitte Nielsen als Amazonenkönigin.

## Inhalt
In einer längst vergessenen Zeit kämpfte Kron, ein starker Krieger, gegen das ultimative Böse, um die Menschen davon zu befreien. Er siegte, aber ein Pfahl durchbohrte dabei sein Herz, und er blutete sieben Tage und sieben Nächte, bis er starb. Jeder Mensch, der während dieser sieben Tage und Nächte vom Blut Krons trank, wurde stark und kräftig. Als der letzte Mensch von Krons Blut trinken wollte, war nur noch ein Tropfen übrig, und dieser vermochte nur noch die Hoden des Trinkers zu stärken.
Die Barbaren sind Nachkommen Krons und als solche kriegssüchtig und grobschlächtig. Nur der junge Ronal, welcher von dem abstammt, der den letzten Bluttropfen trank, entspricht so gar nicht diesem Stereotyp. Als ein Barde vor den Toren der Siedlung auftaucht, setzt dies das ganze Dorf in Alarmbereitschaft, jedoch kann Ronal die anderen Barbaren davon überzeugen, dass der Barde mit seinem Lehrling Alibert nur in guter Absicht komme, so dass ein Fest veranstaltet wird. Während der Vorbereitungen des Fests sieht man den Barden, wie er Alibert dazu ermahnt, seine Musik zu üben, doch Alibert hat nur das Ziel, Frauen flach zu legen und Spaß zu haben. So feiern die Barbaren am Abend ihr Fest. Während alle kräftig trinken und Spaß haben, wird Ronal geärgert, unter anderem von einem Barbaren, der ein Öl gefunden hat, das alles unsichtbar macht, was mit ihm eingerieben wurde. Ronal beschließt, die Wache seines Onkels zu übernehmen.
Während Ronals Wache greifen die Truppen des Lord Volcazar das Dorf an. Ronal ist zu schwach, das Alarmhorn zu blasen. So kommt es zur Schlacht. Ronals Onkel versucht Lord Volcazar zu besiegen, dieser jedoch offenbart, dass seine Rüstung gegen jede Waffe standhalten würde, und verletzt den Onkel schwer. Ronal und alle Barbaren werden vom Feind gefangen genommen. Allerdings passt keine Handschelle zu Ronals Körpergröße, und so nehmen die Feinde an, Ronal sei kein Barbar. Bevor Ronal getötet werden kann, fällt das Alarmhorn um, in dem sich Alibert versteckt hat, und erdrückt die Soldaten. Ronals Onkel sagt zu Ronal, er müsse die Ehre der Barbaren retten, indem er sie wieder befreie, er solle zum Orakel gehen und es um Rat fragen.
Währenddessen will Lord Volcazar das Ritual durchführen, um die Kraft des ultimativen Bösen in sich aufzunehmen, und nimmt von allen gefangenen Barbaren einen Tropfen Blut ab. Volcazars Hexenmeister führt das Ritual aus, allerdings misslingt es ihm, da ein Barbar fehlt. Der Lord wird wütend und lässt seine Reiter nach dem vermissten Barbaren suchen.
Nach dem Tod des Onkels ist Alibert sofort von der Idee begeistert, die Barbaren zu befreien, und träumt davon, auf einem Feldzug Amazonen flachzulegen. Allerdings will Ronal nicht, dass Alibert ihm folgt, jedoch kann er ihn nicht abschütteln, und sie gehen daraufhin gemeinsam zum Orakel. Das Orakel verwechselt die beiden mit dem Altenpflegedienst, erkennt darauf aber die Situation. Es sagt, Ronal müsse das Schwert von Kron finden, denn dies sei die einzige Waffe, welche die Rüstung von Lord Volcazar zerschmettern könne. Ronal ist nicht begeistert, aber das Orakel drängt ihn dazu, denn ansonsten werde die gesamte Welt vom Lord beherrscht. Und so machen sich Alibert und Ronal auf den Weg.
Unterwegs begegnen sie der schönen, aber tödlichen Kämpferin Zandra, die sich ihnen widerwillig anschließt, als sie hört, dass sie die Barbaren befreien wollen. In der Stadt, wo sie den Elben Elric als Spurenleser rekrutieren wollen, können sie sich knapp vor Volcazars Schergen retten. Zandra weist Ronal während der Reise darauf hin, dass man Schwierigkeiten nicht aus dem Weg gehen, sondern sie überwinden solle. Während einer nächtlichen Rast erzählt sie ihm, dass sie als Schildmaid unter dem Eid lebt, den Mann zu heiraten, der sie im Kampf besiegt. Da sie bisher aber jeden Herausforderer besiegen konnte, ist sie mitgekommen mit der Hoffnung, von einem der Barbaren besiegt zu werden. Plötzlich werden sie und Elric von den Drachen des Lords gefangen und mitgenommen. Ronal und Alibert suchen nun zu zweit nach dem Schwert und geraten dabei in die Hände der Amazonen, für die Männer nichts weiter als Lustobjekte sind. Ronal flüchtet und Alibert folgt ihm, nachdem er der Versuchung der Amazonenkönigin widerstehen konnte. Als Ronal das Schwert endlich findet, wird er ebenfalls von Volcazar gefangen genommen. Alibert kann ihn als Wächter verkleidet zwar befreien, aber nicht verhindern, dass Volcazar ein Blutgemisch aller gefangenen Barbaren trinkt und zu einem gigantischen Monster heranwächst. Durch Aliberts Lied erfährt Ronal nun, dass Volcazar nur an der Stirn verwundbar ist. Mit Hilfe von Zandra kann er das Schwert genau durch diese Stelle stoßen und Volcazar explodiert.
Am Ende sind alle im Dorf der Barbaren versammelt. Während Alibert mit seinem eigenen Musikstil Erfolg bei den Frauen hat, ist Elric offizieller Masseur und Ronal ist glücklich mit Zandra verheiratet.

## Produktion und Veröffentlichung
Der Film wurde 2011 von Einstein Film und Nordisk Film produziert, Regie führten Kresten Vestbjerg Andersen, Thorbjørn Christoffersen und Philip Einstein Lipski. Thorbjørn Christoffersen schrieb auch das Drehbuch. Produzentin war Trine Heidegaard, die Musik komponierte Nicklas Schmidt und für den Schnitt war Per Risager verantwortlich. Kresten Vestbjerg Andersen war Leiter der Animation. Unterstützt wurde die Produktion von Det Danske Filminstitut und TV2 Danmark.
Am 29. September 2011 hatte der Film Premiere in den dänischen Kinos. Es folgten Aufführungen unter anderem in Russland, Serbien, Polen und den Niederlanden. MFA Filmdistribution brachte den Film am 22. Dezember 2011 in die deutschen Kinos, MovieBiz Films am 23. Februar 2012 in die Schweiz. Die österreichische Premiere war am 13. Januar 2012. Ascot Elite Home Entertainment veröffentlichte den Film 2012 in Deutschland auf DVD und Blu-Ray.
Der Film erreichte bei ca. 3 Millionen US-Dollar Produktionskosten ein Einspielergebnis von ca. 2 Millionen USD an den Kinokassen.

## Synchronisation
| Rolle                  | Originalsprecher       | Deutscher Sprecher |
| ---------------------- | ---------------------- | ------------------ |
| Ronal                  | Anders Juul            | Ozan Ünal          |
| Alibert                | Hadi Ka-Koush          | Tobias Müller      |
| Zandra                 | Lærke Winther Andersen | Yvonne Greitzke    |
| Elric                  | Brian Lykke            | Sebastian Schulz   |
| Gundar                 | Peter Aude             | Jan Spitzer        |
| Gorak                  | Lars Bom               | Tobias Kluckert    |
| Lord Volcazar          | Lars Mikkelsen         | Klaus Sonnenschein |
| General                | Sven-Ole Thorsen       | Claudio Maniscalco |
| Hexenmeister Gu'ra Zul | Jens Jacob Tychsen     | Michael Pan        |
| Erzähler               | Ole Ernst              | Helmut Krauss      |